# Ostrołęka (powiat grójecki)

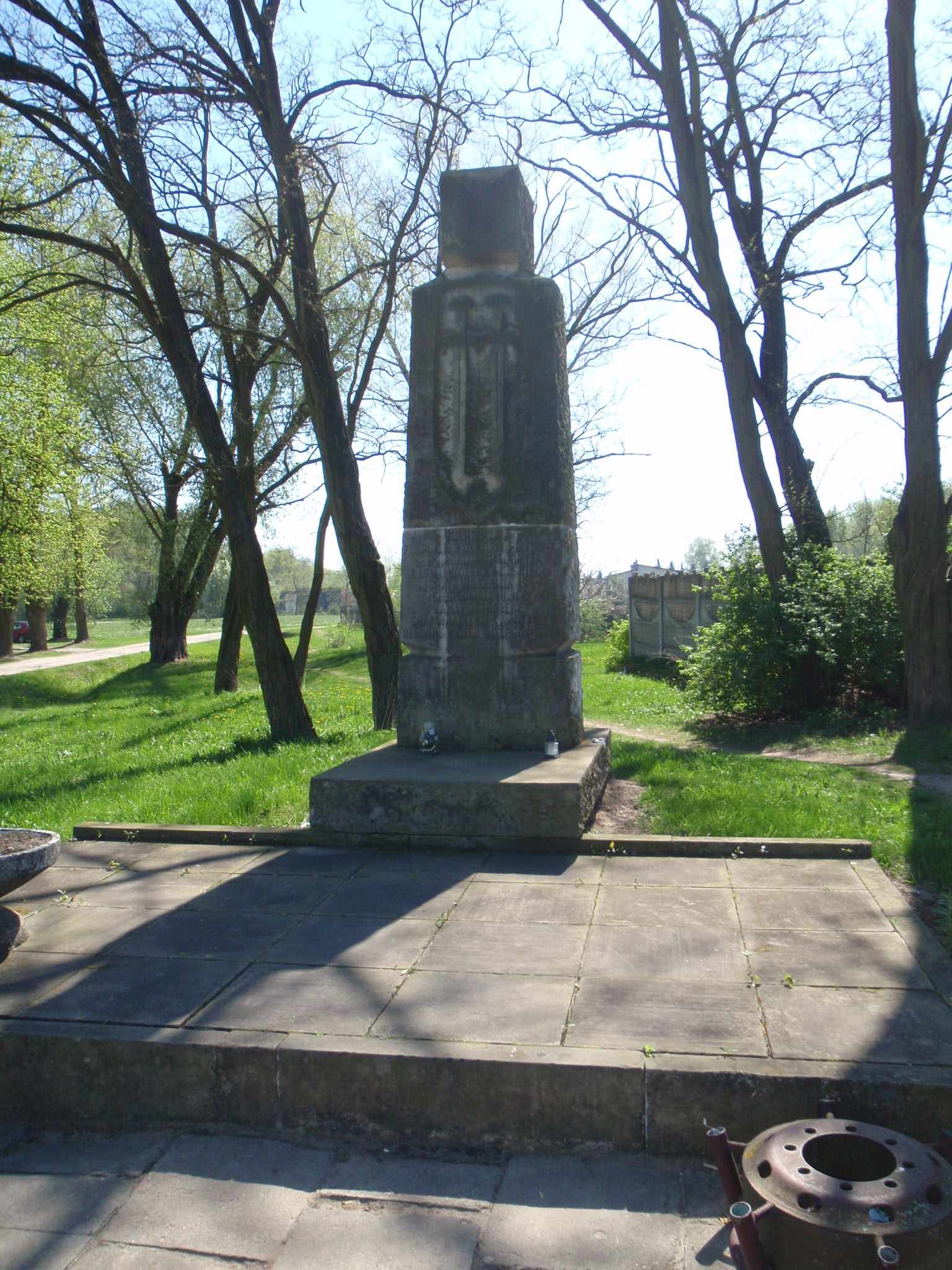
Pomnik upamiętniający desant 3 Dywizji Piechoty im. Romualda Traugutta na północny brzeg Pilicy w 1944

Ostrołęka – wieś sołecka (dawniej miasto) w Polsce położona w województwie mazowieckim, w powiecie grójeckim, w gminie Warka.
Wieś leży na północ od Warki, na starym Trakcie Królewskim (Drogi Czerskiej) z Warszawy przez Czersk, Konary, Ostrówek, Przylot, Ostrołękę, Pilicę a dalej do Boguszkowa, Magnuszewa, Kozienic, Puław.
Ostrołęka uzyskał lokację miejską w 1436 roku, zdegradowana przed 1540 rokiem. Wieś szlachecka położona była w drugiej połowie XVI wieku w powiecie wareckim ziemi czerskiej województwa mazowieckiego.
Epoka żelaza – około 700 lat p.n.e. do VI wieku n.e. Przez tereny Polski przechodził rzymski szlak bursztynowy. Jedna z jego odnóg szła wzdłuż Pilicy i Wisły do Gdańska, z tego okresu odkryto w Ostrołęce stanowisko archeologiczne. Wczesne średniowiecze – na przełomie V i VI w. rozpoczyna się wielka wędrówka Słowian na południowy zachód – z tego okresu stanowisko archeologiczne w Ostrołęce datowane na VII w.
Pierwsza pisana wzmianka o wsi jest z 1386 r. Leżała powiecie wareckim w ziemi czerskiej.
W 1429 bracia Ciołkowie: Stanisław – biskup poznański i Wigand – chorąży a później kasztelan czerski, datują przywilej w kapitule generalnej poznańskiej o powołaniu parafii w Ostrołęce k. Warki w diecezji poznańskiej. Biskup eryguje kościół parafialny pod wezwaniem Ofiarowania NMP, św. Jana Chrzciciela, Stanisława, Katarzyny i Małgorzaty. Obszar nowej parafii utworzono z wykrojenia jej z ziem parafii Warka i Mniszew. Należą do niej wsie: Ostrołęka, Pilcza (Pilica), i Wole – Dębna, Magierowa, Ostrołęcka. Plebanię uposażono w dwa łany roli, łąki i dziesięciny snopowe z Ostrołęki, Woli Doktorowej (położona gdzieś między Czerskiem a Warką), Starej Warki i Pilczy (Pilicy).
Już w 1429 była cegielnia w Ostrołęce. W kwietniu 1432 roku biskup zawarł umowę z budowniczym poznańskim Frąckiem na wystawienie nowej murowanej świątyni w cegle. Nie wiadomo czy wybudowano ceglany kościół, bo w 1603 r. był drewniany.
W roku 1436 Ostrołęka staraniem biskupa poznańskiego i jego brata Wiganda, otrzymała prawa miejskie, ale już w XVI w. występuje jako wieś. Bracia Ciołkowie pochowani są w kościele parafialnym św. Mikołaja w Warce. Plebanami w Ostrołęce byli: 1444 – Jan, w latach 1474/1501 – Piotr Ostrołęcki syn Wyganda, w roku 1527 – ustąpił Stanisław Cendrowski, pisarz ziemski czerskiej, od roku 1527 do śmierci w 1565 – Wawrzyniec Bylina Suski z Suchej, a od roku 1565 – Stanisław Miłęcki,
Szkoły parafialne w Warce i okolicy miały wysoki poziom nauczania, ponieważ ich wychowankowie po ukończeniu wyższego stopnia w kolegiach, podejmowali naukę w Akademii Krakowskiej. L. Nawrocki -podaje że do 1525 roku kształcił się w Krakowie 1 scholar pochodzący z Ostrołęki.
W roku 1564 właścicielami Ostrołęki byli Christophorus Sobek, capitanus warsawiensis, i Anna Ostrołęcka. Do parafii w Ostrołęce w roku 1578 należały wsie: 1. Ostrołęka, 2. Magierowa Wola, 3. Dębna Wola, 4. Pilcza, 5. Wola Ostrolecka.
W 1603 r. podczas wizytacji Archidiakonatu Warszawskiego – parafia Ostrołęka należy do dekanatu wareckigo, kościół był drewniany pod wezwaniem św. Erazma. Plebanem był Stefan Wozoniecki. Dochodem plebanii była dziesięcina z Ostrołęckiego folwarku, oraz wsi Pilica, Ostrołęka, Dębska Wola, Stara Warka. Była też szkoła, której rektorem był Wojciech z Zaborowa a kantorem Adam z Drwalewa. Szkoła miała dochody z dziesięciny z Magierowej Woli. Jej właściciel (części wsi) Adam Mniszewski nie wywiązywał się z tego obowiązku i rektorowi wypłacał pensję ostrołęcki pleban. W tym czasie właścicielami Ostrołęki byli – Wroniecki i Śniecki.
W roku 1634 Jędrzej Święcicki napisał najstarszy opis Mazowsza. Wydał to dopiero jego syn pod nazwą „Topografia, czyli opis Mazowsza”. Autor mieszkał w Ostrołęce, będąc jednocześnie dzierżawcą połowy wójtostwa wareckiego, należącego do dominikanów. Nieznane są daty urodzin i śmierci pisarza.
W roku 1689 archidiakonat warszawski dzieli się na 11 dekanatów. Dekanat warecki należy do diecezji poznańskiej i obejmuje 12 parafii m.in. Ostrołękę.
W 1773 – sejm zatwierdza I rozbiór kraju, powołuje Komisję Edukacji Narodowej, której dłużnikiem kapitałów funduszu edukacyjnego KEN był m.in. Zygmunt Staniszewski – Sędzia Sądu Ziemskiego w Warszawie – 50 000 złp było zabezpieczone m.in. na dzierżawie Ostrołęki, w woj. mazowieckim.
Po III rozbiorze Polski Ostrołęka znalazła się w zaborze pruskim. Na cmentarzu w Ostrołęce, w roku 1838, został pochowany Franciszek Lessel. Kompozytor i pianista, plenipotent nadpilickich dóbr Księżnej Marii Wirtemberskiej z Puław (w Pilicy był kościół i cmentarz, ale już ewangelicki). Cmentarz kościelny jest otoczony murkiem z czterema kapliczkami z 1 poł. XIX w. z obrazami ewangelistów.
W XIX w. istniała tu cukrownia oraz nieużywane zdrojowisko wód mineralnych.
Do Dóbr Ostrołęka przynależał folwark w Grażynie (Karolinów). Po powstaniu styczniowym ponownie zorganizowano gminy – wieś Ostrołęka należała do gminy Konary. We wsi był folwark o pow. 480 mórg z czego ornej ziemi było 123, a łąki i lasy zajmowały pow. 314 mórg. Wieś Ostrołęka miała 92 morgi ziemi i były w niej 22 osady oraz kościół katolicki.
W roku 1881 parafia Ostrołęka należy do dekanatu grójeckiego, po likwidacji dekanatu wareckiego. Na mapach z końca XIX w. istnieje droga bita (brukowa) z Warki, do Pilicy a dalej do mostu w Ostrołęce, za rzeką Pilica droga wiodła do Mniszewa a dalej do Góry Kalwarii i Warszawy.
W roku 1905 właścicielem majątku w Ostrołęce był Bolesław Szpringer. W 1921 r. nastąpiła parcelacja majątku. W roku 1929 we wsi był wiatrak. Po zjednoczeniu w roku 1931 Stronnictwo Ludowe odgrywało na tym terenie dużą rolę. Najaktywniejsze komórki znajdowały się m.in. w Ostrołęce.
10 września 1939 w pobliskich Niwach Ostrołęckich Niemieckie lotnictwo zestrzeliło polski samolot typu PZL.23 Karaś nr podskrzydłowe 85K. Zginęło trzech członków załogi, którzy zostali pochowani na cmentarzu w Ostrołęce. Obecnie znajduje się tam pomnik poświęcony ich pamięci.
1 września 1944 r. żołnierze Dywizji Piechoty I Armii Wojska Polskiego sforsowali Pilicę i zajęli Ostrołękę, w czasie walk na przyczółku warecko-magnuszewskim została znacznie zniszczona. Ofensywa zimowa rozpoczęła się 14 stycznia 1945 r. Rosjanom nie udało się całkowicie przełamać linii obrony niemieckiej. Wyzwolono m.in. Ostrołękę, ale wieś zniknęła z powierzchni ziemi.
Po wojnie przystąpiono od odbudowy wsi. Nauka szkolna odbywała się od 1946 r. w poniemieckim baraku, były w nim 2 sale lekcyjne.
Obecnie działa OSP i szkoła podstawowa a kościół katolicki jest pod wezwaniem Ofiarowania N.M.P.
W latach 1975–1998 miejscowość należała administracyjnie do województwa radomskiego.
Siedziba parafii, dekanat warecki, archidiecezja warszawska.